# Frank Arnesen
Frank Arnesen (Copenhague, Dinamarca, 30 de setembre) fou un jugador de futbol danès que jugava de mitja punta. Actualment és el director esportiu de l'Hamburg SV, i anteriorment ho va ser del Chelsea i el Tottenham Hotspur Football Club.

## Biografia
Malgrat el seu origen danès, Arnesen jugà en les categories inferiors de l'AFC Ajax. És considerat un dels millors jugadors de la història de Dinamarca, junt a altres grans estrelles com Michael Laudrup, Peter Schmeichel o Allan Simonsen.

### Retirada
Es va retirar del futbol professional l'any 1988, després de guanyar la Copa d'Europa amb el PSV Eindhoven.
Entre el 1991 i el 1994 va exercir d'entrenador assistent al PSV, esdevenint posteriorment director esportiu, càrrec que ocupà durant deu anys.
Després d'ocupar altres càrrecs directius al Chelsea FC i el Tottenham Hotspur FC, el 2011 va ser contractat per l'Hamburger SV. Malgrat ser director esportiu a l'Hamburger, a l'octubre del 2011 va dirigir un partit del primer equip de forma interina.